# Elisaveta Konsulova-Vazova
Elisaveta Konsulova-Vazova (Plovdiv, 4 de dezembro de 1881 — Sófia, 29 de agosto de 1965) foi uma artista e escritora búlgara. Elisaveta foi uma das primeiras mulheres a se tornarem artista profissional na Bulgária, tendo sido creditada como a primeira mulher a pintar um retrato nu no país.